# Меламед, Нико
Никола́с Мела́мед Рибау́до (исп. Nicolás "Nico" Melamed Ribaudo; род. 11 апреля 2001, Кастельдефельс) — испанский футболист, полузащитник клуба «Альмерия».

## Клубная карьера
Меламед — воспитанник клубов «Атлетик Фильяфанса», «Корнелья» и «Эспаньол». В 2019 году для получения игровой практики он начал выступать за дублирующую команду последних. 15 августа года в отборочном поединке Лиги Европы против швейцарского «Люцерна» Нико дебютировал за основной состав. 25 июня 2020 года в матче против «Бетиса» он дебютировал в Ла Лиге. По итогам сезона клуб вылетел в Сегунду, но игрок остался в команде. 4 октября в поединке против «Сабадель» Нико забил свой первый гол за «Эспаньол». По итогам сезона Меламед помог команде вернуться в элиту. 